# فيلي ويلسون (لاعب كرة قدم)
فيلي ويلسون (بالإنجليزية: Willie Wilson)‏ هو لاعب كرة قدم ومدرب كرة قدم بريطاني في مركز الوسط، ولد في 19 أغسطس 1972 في غلاسكو في المملكة المتحدة. لعب مع نادي دمبرتون.